# Jacek Karwowski (fizyk)
Jacek Andrzej Karwowski (ur. 23 marca 1940 w Wilnie) – polski profesor fizyki, specjalizujący się w fizyce atomowo-molekularnej i  teoretycznej.

## Życiorys
Jest synem Ottona Karwowskiego, wileńskiego lekarza, który po II wojnie światowej trafił do Torunia. Jacek Karwowski uczęszczał do I Liceum Ogólnokształcącego w Toruniu, w 1957 roku był laureatem olimpiady matematycznej. W tym samym roku ukończył szkołę  i rozpoczął studia na Uniwersytecie Mikołaja Kopernika. Wśród jego wykładowców byli Aleksander Jabłoński, Kazimierz Antonowicz, Wanda Hanusowa i Lutosław Wolniewicz.
Studia ukończył w 1962 roku, po czym został zatrudniony na stanowisku asystenta w Zakładzie Fizyki Teoretycznej UMK. Stopień doktora nauk fizycznych uzyskał w 1968 roku. Tematem jego rozprawy doktorskiej było Zagadnienie wyznaczania wartości parametrów w półempirycznej teorii orbitali molekularnych. Rola oddziaływania konfiguracyjnego, a promotorem Wiesław Woźnicki. Habilitację uzyskał w 1974 roku, na podstawie rozprawy Metoda obliczania elementów macierzowych pomiędzy funkcjami typu SAAP i jej zastosowania w teorii atomów i drobin. Tytuł profesora nauk fizycznych otrzymał w 1988 roku.
Odbył szereg wyjazdów naukowych, m.in. na University of Alberta, w Zentrum für interdisziplinäre Forschung w Bielefeld oraz Consejo Superior de Investigaciones Científicas w Madrycie.
Był aktywnym działaczem „Solidarności” w latach 1980–1981, od grudnia 1981 do stycznia 1982 był internowany. W 1993 odznaczony Krzyżem Kawalerskim Orderu Odrodzenia Polski, a w 2017 Krzyżem Wolności i Solidarności.